# Lex Baebia
Con lex Baebia o lex Cornelia Baebia si fa riferimento a una legge o, secondo altri, due leggi della Repubblica romana, promulgata nel 181 a.C. dal console Marco Bebio Tamfilo e dal suo collega Publio Cornelio Cetego.
La lex Baebia de ambitu mirava a limitare la corruzione e i brogli elettorali, proponendo come pena dieci anni di ineleggibilità. Non è chiaro se appartenesse alla stessa proposta di legge la lex Baebia de praetoribus, che stabiliva di ridurre il numero di pretori a quattro anziché sei, in modo da limitare il numero di candidati al consolato e allungare il mandato pretorio nelle province lontano a due anni, in modo da evitare lunghi viaggi. Quest'ultima proposta di legge incontrò maggiore opposizione dalla classe nobiliare rispetto alla prima, più facilmente eludibile.
Nel 179 a.C. furono eletti comunque sei pretori per non danneggiare i candidati di quell'anno.
L'intenzione di quest'attività legislativa, in ogni caso, rimaneva quella di limitare corruzione e brogli all'interno delle magistrature repubblicane, ragione per cui incontrò grande appoggio da parte di Catone il Censore. Ma nonostante la sua forte oratoria in appoggio della legge e la ne lex Baebia derogaretur, l'elezione di sei pretori nel 177 a.C. fa supporre che la legislazione sia stata abolita poco dopo.
La promulgazione di queste leggi divenne sempre più necessaria nel II secolo a.C., che vedeva carenza di programmi politici da parte dei candidati, ma pure lotte politiche per il mero conseguimento del potere e del consenso popolare.